# Seohyeon-dong
Seohyeon-dong (koreanska: 서현동) är en stadsdel i staden Seongnam i provinsen Gyeonggi, i den nordvästra delen av Sydkorea, 2 km sydost om huvudstaden Seoul. Den ligger i stadsdistriktet Bundang-gu.

## Indelning
Administrativt är Seohyeon-dong indelat i:
| Namn    | Namn                | Yta km² | Invånare 31 dec 2020 |
| ------- | ------------------- | ------- | -------------------- |
| 서현1동 | Seohyeon 1(il)-dong | 7,48    | 32 548               |
| 서현2동 | Seohyeon 2(i)-dong  | 0,79    | 18 815               |